# 't Nieuwland
 't Nieuwland is een polder van de voormalige gemeente Vierpolders. Toen het dorp in 1980 opging in de gemeente Brielle is op deze plek de wijk Nieuwland gebouwd, refererend aan de naam van de polder.